# Cylloceria melancholica
Cylloceria melancholica là một loài tò vò trong họ Ichneumonidae.